# Jüdische Gemeinde Honnef
Die Jüdische Gemeinde Honnef (heute Bad Honnef), einer Stadt im nordrhein-westfälischen Rhein-Sieg-Kreis, entstand 1887 und wurde durch die nationalsozialistische Verfolgung ausgelöscht.

## Geschichte

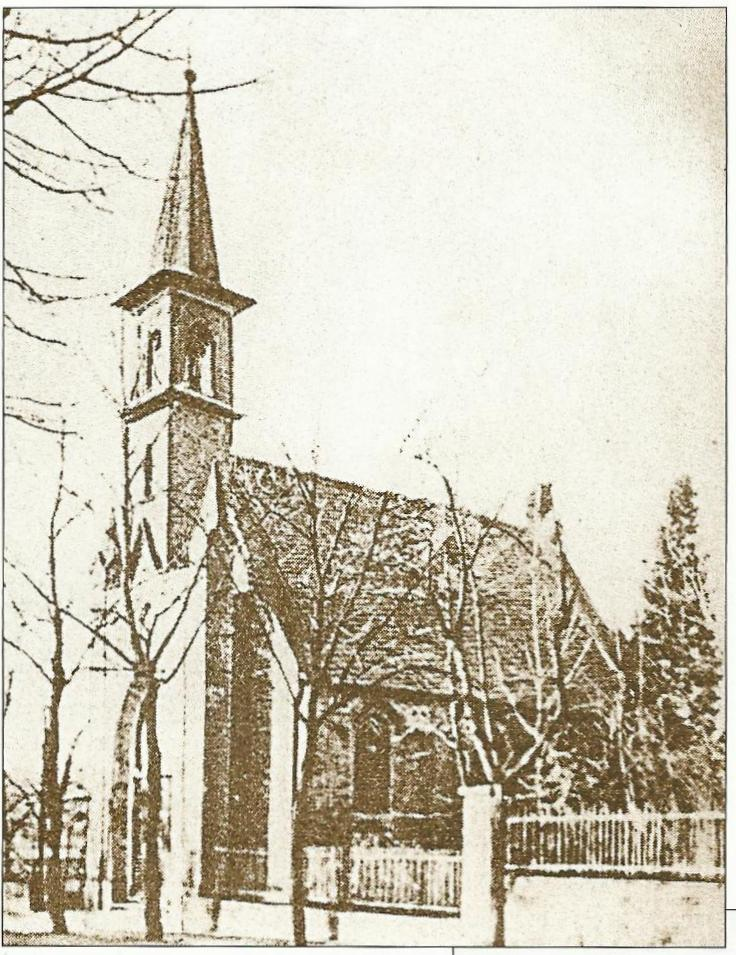
Synagoge Honnef

In der zu Honnef gehörigen einstigen Honschaft Rhöndorf sind Juden erstmals für das Jahr 1594 in einer bergischen Steuerliste nachweisbar:509:118; sie wurden vermutlich kurze Zeit später aufgrund von drei Niederlassungsverboten in den Jahren 1595 bis 1597 nach Rheinbreitbach vertrieben und lebten dort bei ihren Glaubensbrüdern zur Miete. Demnach hat seit Ende des 16. Jahrhunderts eine Synagogengemeinschaft von Honnef und Rheinbreitbach bestanden.:119 Sie verfügte über eine gemeinsame Betstube in Rheinbreitbach, die zumindest zuletzt in einem Hintergebäude des Hauses Hauptstraße 20 beheimatet war.:121 Ein jüdischer Friedhof in der Honschaft Selhof wurde ab 1666 belegt. 1683 waren in Honnef drei jüdische Familien ansässig, die sich auf die Honschaften Mülheim und Bondorf verteilten. Gemäß Erhebungen aus den Jahren 1744, 1749, 1770, 1774 und 1806 pendelte die Anzahl der jüdischen Familien in Honnef zwischen zwei und vier. 1853 wurde die Synagogengemeinschaft zwischen Honnef und Rheinbreitbach auf Grund der Neuorganisation des Judenwesens innerhalb der Kreis- und Regierungsbezirksgrenzen aufgelöst:32 f. und Honnef der Spezialsynagogengemeinde Königswinter, ab 1863/64 der Synagogengemeinde des Siegkreises angegliedert.:33 Zum Zeitpunkt des Deutsch-Französischen Krieges (1871) umfasste die jüdische Gemeinde in Honnef 31 Personen. Bei der Volkszählung 1885 verzeichnete die Stadt bereits 58 Einwohner mit jüdischem Religionsbekenntnis. 1887 wurde in Folge des deutlichen Anstiegs der jüdischen Bevölkerung in Honnef und einer Abnahme derselben in Königswinter eine eigenständige jüdische Spezialsynagogengemeinde Honnef gegründet. Den Religionsunterricht für die jüdischen Kinder organisierte und finanzierte sie zuletzt, mindestens ab 1922, gemeinsam mit der Synagogengemeinde Oberdollendorf; abgehalten wurde er in Honnef.
Jüdische Bevölkerung in Honnef
| Jahr    | Anzahl |
| ------- | ------ |
| 1817:31 | 13     |
| 1834:31 | 18     |
| 1846:31 | 26     |
| 1861:27 | 29     |
| 1871    | 31     |
| 1885    | 58     |
| 1928:71 | 56     |

## Synagoge
Die jüdische Gemeinde verfügte zunächst über einen Gebetsraum an der Rommersdorfer Straße. Mit dem Wachstum der Gemeinde ergab sich die Notwendigkeit für die Einrichtung eines eigenen Gotteshauses. Die Wahl fiel auf die vormalige evangelische Kapelle an der Linzer Straße aus den Jahren 1870/71, die 1900 für 8000 Mark in den Besitz der jüdischen Gemeinde überging und nach einem Entwurf des und bei Ausführung durch den Honnefer Architekten Ottomar Stein zur Synagoge umgebaut wurde.

## Nationalsozialistische Verfolgung
Zu Beginn der Zeit des Nationalsozialismus im Jahre 1933 lebten in Honnef 60 Juden:507; es gab in der Stadt eine Möbelfabrik, eine Glasgroßhandlung, eine Metzgerei mit zwei Verkaufsstellen:514 und drei Viehhandlungen, die von jüdischen Einwohnern betrieben wurden.:503 Repressalien war unmittelbar nach der Machtübernahme im März 1933 zum wiederholten Male die örtliche Ehape-Filiale ausgesetzt.:507 Die Metzgerei wurde im April 1935 wegen angeblicher Unsauberkeit geschlossen und die Eignerfamilie einen Monat darauf wegen fortgesetzter Angriffe gegen sie in Schutzhaft genommen.:514 f.
Im Zuge der Novemberpogrome 1938 wurde die Synagoge am Nachmittag des 10. Novembers zerstört. Zu Beginn des Zweiten Weltkriegs 1939 lebten noch 15 Juden in der Stadt. Sie wurden bis Mai 1941 in den sog. „Judenhäusern“ Bergstraße 5 und Rommersdorfer Straße 22 zusammengelegt und mindestens sechs Personen im Juni 1941 in das Arbeitsdienstlager Much umgesiedelt.:92 f. Das Gedenkbuch des Bundesarchivs verzeichnet 24 in Honnef geborene jüdische Bürger, die dem Völkermord des nationalsozialistischen Regimes zum Opfer fielen. Auf dem bis heute vorhandenen jüdischen Friedhof im Ortsteil Selhof wurde 1968 von der Stadt Bad Honnef eine Gedenkstele aufgestellt, 1979 an der Kirchstraße eine Gedenktafel zur Erinnerung an die zerstörte Synagoge. Seit dem 28. Oktober 2005 erinnern die ersten Stolpersteine des Künstlers Gunter Demnig in Bad Honnef an der Linzer Straße Ecke Am Saynschen Hof an das Schicksal der 1942 in den Osten deportierten jüdischen Familie Levy, deren Haus im Zuge des Durchbruchs der Straße Am Saynschen Hof abgebrochen wurde.

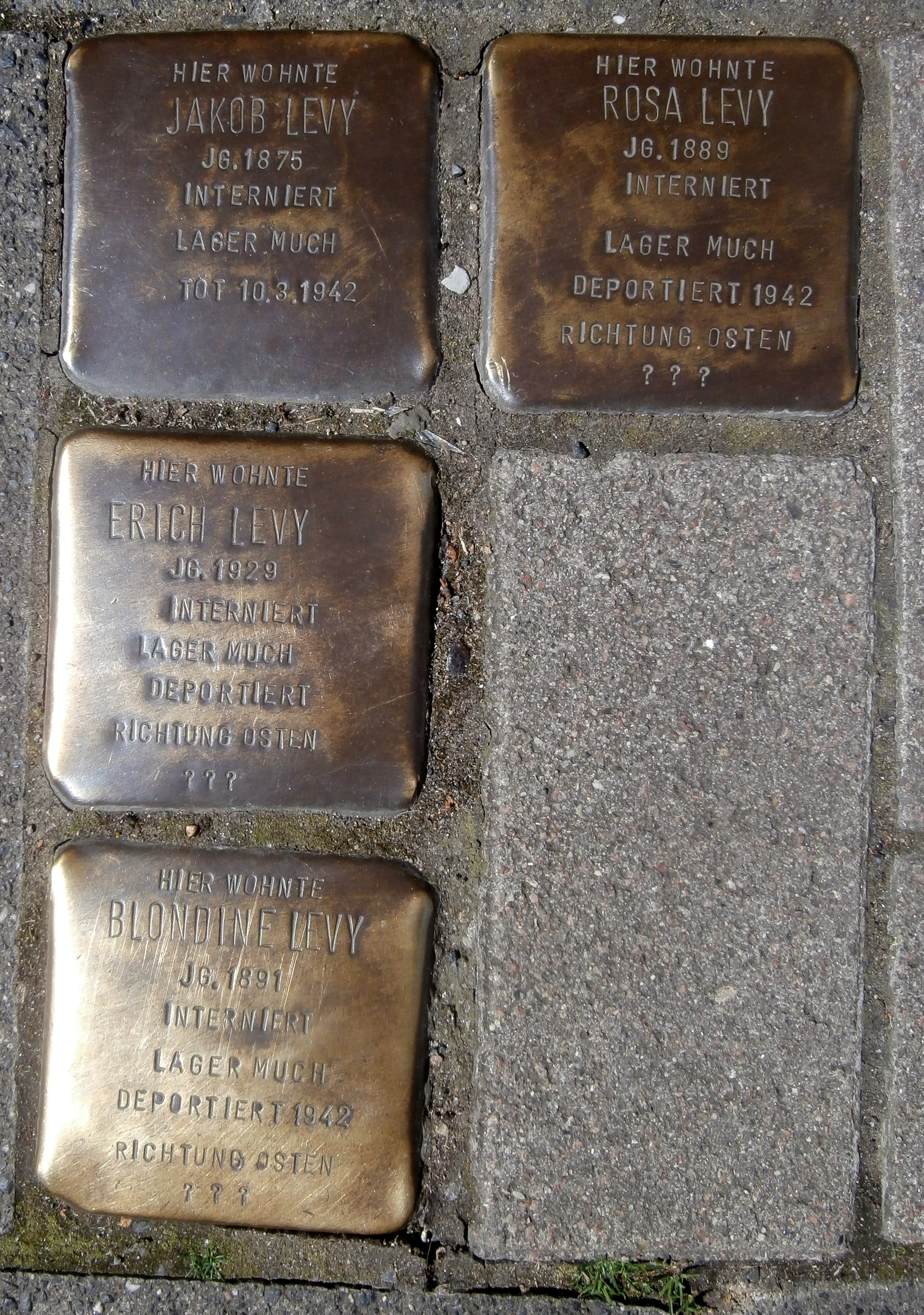
Stolpersteine für die Familie Levy an der Linzer Straße